# Juan Miguel Hidalgo
Juan Miguel Hidalgo Aguado (Granada el 19 de marzo de 1972) es un pianista y compositor español.

## Biografía

### Pianista
Hidalgo inició sus estudios musicales a los seis años de edad en su ciudad natal, concluyéndolos con Premio Extraordinario Fin de Carrera. A lo largo de su carrera como pianista ha actuado en diferentes puntos de la geografía española y ha sido galardonado en concursos como el "Antoni Torrandell" de Palma de Mallorca, en el que obtuvo el primer premio en 1993, o el Concurso Nacional de Piano de Juventudes Musicales de Granada al año siguiente, en el que logró el tercer premio. En 2013, obtiene un título de máster en Creación e Interpretación por la Universidad Rey Juan Carlos de Madrid.

### Compositor
Su catálogo como compositor abarca más de sesenta composiciones, entre las que se incluyen tres sinfonías, siete conciertos para piano y orquesta, un concierto para dos pianos y orquesta, conciertos para diversos instrumentos (trompeta y orquesta, Op. 41; guitarra y orquesta, Op. 48; oboe y orquesta, Op. 50; violín y orquesta, Op. 57; flauta y orquesta, Op. 59; tuba y orquesta Op. 61...), cuatro cuartetos de cuerda y numerosas composiciones para piano, que incluyen fantasías, sonatas, suite, colecciones de piezas y su serie de veinticuatro preludios, entre otras. Algunas de sus obras han recibido una excelente acogida por parte de la crítica, habiendo sido emitidas por Radio Nacional de España y recibiendo encargos por parte de la Diputación y el Ayuntamiento de Granada. Además, se ha estrenado parte de su producción en el extranjero. Los días 21 y 22 de octubre de 2016 estrenó su Concierto para Piano y Orquesta n. 7 Op. 58 en el auditorio Manuel de Falla de Granada, junto a la orquesta Ciudad de Granada y el director alemán Sebastian Tewinkel.
Su música se mueve dentro de una tendencia marcadamente posromántica y el propio compositor la define como "tonal pero no funcional". Sus veinticuatro preludios para piano, escritos a lo largo de diecinueve años, representan un punto de inflexión en su estilo compositivo y responden a una doble intención: el objetivo de componer en las veinticuatro tonalidades, desde el punto de vista de los siglos XX y XXI (recurriendo a lo que se conoce como "neotonalidad"), y la intención de plasmar una idea descriptiva en cada uno de ellos.
Su producción musical ha sido ejecutada por importantes formaciones, como la orquesta Ciudad de Granada, orquesta Ciudad de Baza, Orquesta de la Biblioteca Musical de Madrid, Resonances String Quartet, Cuarteto de Zagreb o la banda municipal de música de Granada, y en el marco de importantes ciclos, como el Festival Extensión del Festival Internacional de Música y Danza de Granada. Entre los intérpretes de su música, cabe destacar asimismo al clarinetista José Luis Estellés, así como el guitarrista David Martínez, o el violinista Pablo Martos. Por otra parte, ha colaborado con directores de la talla de Josep Pons, Juan de Udaeta, Ramón Llorente, Juan José Olives o Sebastian Tewinkel.